# De profundis (книжкова серія)
«De profundis» — книжкова серія української та зарубіжної есеїстики видавництва «Грані-Т» (Київ), заснована 2007 року. На даний момент у серії налічується близько 30 книг. У «De profundis» представлені як авторські розвідки, так і збірки есеїв різних авторів, об'єднаних спільною тематикою та проблематикою. Серія есеїстки охоплює широкий спектр актуальних явищ, від аналізу політичних й історико-соціальних процесів до культурологічних та філософських розвідок. Визначною ознакою серії є її спрямованість на широке коло читачів: алфавітні та бібліографічні покажчики покликані полегшити роботу із есеями науковцям, проста лексика і зручна форма викладу сприяє засвоєнню матеріалу непідготованим читачем.

## Книжки серії
| Рік видання | Назва книжки                                                                 | Автор | Переклад                       | Упорядник                                         | Автор передмови     | Автор післямови     | Художник          |
| ----------- | ---------------------------------------------------------------------------- | --- | ------------------------------ | ------------------------------------------------- | ------------------- | ------------------- | ----------------- |
| 2012        | Парадокс любові                                                              | Паскаль Брюкнер | Леонід Кононович               |                                                   | Анатолій Дністровий |                     |                   |
| 2012        | Похвала неконсеквентності, або Як бути консервативно-ліберальним соціалістом | Лешек Колаковський                                                                                                   | Богдана Матіаш                 |                                                   | Ярослав Грицак      |                     | Надія Дойчева-Бут |
| 2012        | Спалах: заворушення в арабських країнах                                      | Тахар Бен Джеллун | Євгенія Кононенко              |                                                   | Олесь Доній         |                     |                   |
| 2012        | Тотальний футбол                                                             | Сашко Ушкалов, Сергій Жадан, Євген Положій, Наталка Сняданко, Прьот Сємьон, Наташа Ґерке, Павел Гюлле, Марек Бєньчик | Дзвінка Матіаш, Богдана Матіаш | Сергій Жадан                                      | Сергій Жадан        |                     |                   |
| 2012        | Щодо критики насильства                                                      | Вальтер Беньямін | Ігор Андрущенко                |                                                   |                     | Володимир Єрмоленко |                   |
| 2011        | Критика прози                                                                | Віктор Неборак, Ігор Котик, Марія Котик-Чубінська, Мар‘яна Барабаш, Ксенія Левків                                    |                                |                                                   |                     |                     |                   |
| 2011        | Страсті за Бандерою                                                          | |                                | Ярослав Грицак, Ігор Балинський, Сиріл Амар Тарік |                     |                     |                   |
| 2011        | Апологія модерну: обрис ХХ віку                                              | Віра Агеєва |                                |                                                   |                     |                     |                   |
| 2011        | Дуби і леви                                                                  | Іван Андрусяк |                                |                                                   |                     |                     |                   |
| 2011        | Від бароко до постмодерну: есеї                                              | Леонід Ушкалов |                                |                                                   |                     |                     |                   |
| 2011        | Україна in Rock: статті та есеї                                              | Олександр Євтушенко                                                                                                  |                                |                                                   |                     |                     |                   |
| 2011        | Допінґ духу                                                                  | Еміль Чоран (Сьоран)                                                                                                 | Ірина Славінська               |                                                   | Анатолій Дністровий |                     |                   |
| 2010        | Аналіз крові                                                                 | Степан Процюк |                                |                                                   |                     |                     |                   |
| 2010        | У пошуках майбутнього часу                                                   | Роман Шпорлюк |                                |                                                   | Ярослав Грицак      |                     |                   |
| 2010        | Письмо з околиці                                                             | Анатолій Дністровий                                                                                                  |                                |                                                   |                     |                     |                   |
| 2010        | Подорож крізь туман                                                          | Іван Ципердюк |                                |                                                   |                     |                     |                   |
| 2010        | Героїні та герої                                                             | Євгенія Кононенко |                                |                                                   |                     |                     |                   |
| 2010        | Метаморфози                                                                  | Сергій Грабар |                                |                                                   |                     |                     |                   |
| 2009        | Точка перетину                                                               | Олександр Гаврош |                                |                                                   |                     |                     |                   |
| 2009        | Флешка-2GB                                                                   | Юрій Іздрик |                                |                                                   |                     |                     |                   |
| 2009        | КҐБ та інші…                                                                 | Ігор Померанцев |                                |                                                   |                     |                     |                   |
| 2009        | Ніби й не було війни…                                                        | Дмитро Малаков |                                |                                                   |                     |                     |                   |
| 2009        | Від Каліґарі до Гітлера                                                      | Зіґфрід Кракауер | Ігор Андрущенко                |                                                   |                     |                     |                   |
| 2008        | Життя, смерть та інші неприємності                                           | Ярослав Грицак |                                |                                                   |                     |                     |                   |
| 2008        | Leopolis multiplex                                                           | |                                | Богдана Матіаш, Ігор Балинський                   |                     |                     |                   |
| 2007        | Як правильно сісти в куток / Не думая о медведе                              | Олег Покальчук |                                |                                                   |                     |                     |                   |

## Нагороди книжок серії
- ІІІ місце у номінації «Документалістика» в рамках конкурсу «Найкраща українська книга- 2010» від журналу «Кореспондент» за книгу Юрія Іздрика «Флешка-2Gb»;
- У рамках конкурсу «Найкраща українська книга — 2008» книга Ярослава Грицака «Життя, смерть та інші неприємності» увійшла в номінації «Документалістика» у десятку найкращих книг від журналу «Кореспондент» (2009);

## Рецензії на книжки серії
- Друг читача: Ганна Гриценко. Історія, критичне мислення та інші приємності
- Українська правда. Життя: Ірина Славінська. Книжки червня: тотальний футбол [Архівовано 17 серпня 2012 у Wayback Machine.]
- Буквоїд: Євген Баран. Доказ любові [Архівовано 14 лютого 2011 у Wayback Machine.]
- Українська правда. Історична правда: Ганна Трегуб. Роман Шпорлюк: "Модерна нація починається зі слів: «Ми різні, але всі — українці» [Архівовано 4 жовтня 2012 у Wayback Machine.]
- Друг читача: Олекса Вертипорох. Як полюбити місто — своє та чуже [Архівовано 3 жовтня 2011 у Wayback Machine.]
- Друг читача: Ірина Аніщенко. Україна will rock you [Архівовано 19 червня 2013 у Wayback Machine.]
- Буквоїд: Олег Соловей. Письмо як актуальність і насолода [Архівовано 17 липня 2011 у Wayback Machine.]
- Буквоїд: Альбін Цирик. Заручник Галичини…
- Літакцент: Яна Дубинянська. Процюк і порожнеча [Архівовано 5 березня 2016 у Wayback Machine.]